# Talal bin Abd al-Aziz Al Sa'ud
Ṭalāl bin Abd al-Aziz Al Saud, (in arabo طلال بن عبد العزيز آل سعود‎?) (Ta'if, 15 agosto 1931 – Riad, 22 dicembre 2018), è stato un principe, politico e imprenditore saudita, membro della famiglia reale Al Saʿūd.
Era noto come Il Principe Rosso per le sue posizioni liberali, incoraggianti per una Costituzione nazionale e per il pieno stato di diritto indipendentemente dallo status delle persone. È stato anche il leader del Movimento dei principi liberi.

## Primi anni di vita
Il principe Talal è nato nel 1931, ventesimo figlio di re Abd al-Aziz. Sua madre era una donna armena, Munaiyir, la cui famiglia era fuggita dal genocidio armeno, vissuta nell'Anatolia orientale sotto l'Impero ottomano. Munaiyir è stata presentata al futuro marito dall'emiro di Unayza nel 1921 quando aveva 12 anni e Abd al-Aziz 45. Il loro primo figlio è nato quando lei aveva 15 anni, e lo chiamarono Talal. Seguendo la tradizione, Munaiyir divenne nota come Umm Talal, "madre di Talal". Tuttavia, nel 1927, all'età di tre anni Talal morì. Nel 1931, nacque un nuovo figlio e venne chiamato Talal in onore del suo defunto fratello, seguendo la tradizione beduina. Non si sa quando Abd al-Aziz abbia divorziato dalla sua quarta moglie e formalmente sposato Munaiyir. La sua famiglia ha riportato che è rimasta analfabeta per tutta la vita e si è convertita all'Islam. Munaiyir è stata considerata dai diplomatici britannici in Arabia Saudita come una delle mogli preferite dal re. Era nota per la sua intelligenza e bellezza. Morì nel dicembre 1991.
Talal è fratello germano del principe Nawwaf. Durante il regno di re Sa'ud, il principe Nawwaf e il principe Talal divennero acerrimi nemici, fino al punto di contestarsi l'eredità.

## Posizioni detenute

### Ministro delle comunicazioni
Il principe Talal divenne uno dei più ricchi giovani principi, ma il suo ufficio ha sofferto di gravi problemi di corruzione. Il principe Talal è stato nominato Ministro delle Comunicazioni quando è stato istituito l'ufficio nel 1952. All'epoca, re Abd al-Aziz ha creato anche il Ministero della Forza Aerea per prevenire tutte le questioni relative al volo nella sua amministrazione. Poiché il principe Talal e il principe Mish'al controllavano le compagnie aeree nazionali, l'Arabia Saudita aveva due flotte distinte, ciò portò a contrasti tra i due. La disputa si concluse quando il principe Talal si dimise nel mese di aprile 1955. In seguito, il Ministero della Comunicazione è stato fuso con il Ministero delle Finanze. Ciò ha consentito a re Sa'ud di evitare di scegliere il successore di Talal, scelta che avrebbe causato attriti nella famiglia reale.

### Ministro delle Finanze e dell'Economia Nazionale
Re Sa'ud ha nominato il principe Talal Ministro delle Finanze e dell'Economia Nazionale nel 1960. Il suo mandato durò fino alla sua iniziazione al Movimento dei Principi Liberi. Altro motivo per la rimozione è che ha proposto nel mese di settembre 1961 di introdurre una costituzione in Arabia Saudita. Re Sa'ud, infatti, non aveva alcuna intenzione o piano di riforma del sistema politico. Pertanto, ha costretto il principe Talal a dimettersi dall'ufficio. Il fratello Nawwaf gli succedette nell'incarico.

## Polemiche

### Movimento dei Principi Liberi
Dopo che i palazzi del principe Talal furono perquisiti dalla Guardia nazionale mentre era all'estero, ha tenuto una conferenza stampa a Beirut il 15 agosto 1962. Le sue affermazioni hanno causato scalpore, dal momento che ha apertamente criticato e attaccato il regime saudita . Di conseguenza, il suo passaporto è stato ritirato, i suoi beni confiscati, e alcuni dei suoi sostenitori in Arabia Saudita sono stati arrestati. Una settimana dopo l'inizio della guerra nello Yemen con quattro equipaggi della Saudi Airlines ha disertato in Egitto. Il principe Talal ha adottato il nome di Movimento dei principi liberi al Cairo il 19 agosto 1962 e ha trasmesso le sue idee progressiste su La Voce degli arabi sempre nella capitale egiziana. Più tardi, lui e due dei suoi fratelli, i principi Fawwaz e Badr, e uno dei suoi cugini, il principe Saad, hanno cominciato a fare dichiarazioni a nome del Fronte di Liberazione saudita. Dopo quattro anni, durante i quali re Faysal ha offerto incentivi finanziari enormi a quel gruppo di principi, questi ultimi si sono riconciliati con la famiglia reale.
Il suo ritorno in Arabia Saudita e la sua riabilitazione è stata resa possibile attraverso la mediazione di sua madre, Munaiyir. In esilio, la sua famiglia non lo ha supportato e lo ha addirittura criticato per la sua intensa simpatia con l'allora presidente egiziano Gamal Abd el-Nasser, nemico dichiarato dell'Arabia Saudita. L'8 settembre 1963 il Sunday Telegraph ha riferito che la madre di Talal, Munaiyir, disse al figlio che si stava comportando stupidamente, mentre sua sorella minore Madawi continuava a chiedergli di tornare a casa. Pochi giorni dopo, il principe rientrò in Arabia Saudita. È stato affermato che re Faysal non ha mai perdonato il principe Talal, ma ha assicurato privatamente a sua madre che i suoi beni sarebbero stati scongelati e che poteva tranquillamente tornare a casa.

## Opinioni
Dopo gli attacchi dell'11 settembre, il principe Talal ha contestato la pretesa "potenzialmente molto confusa" che i governanti e gli studiosi religiosi devono decidere congiuntamente affari di Stato. Egli ha apertamente dichiarato il suo sostegno alla creazione di un'assemblea eletta in Arabia Saudita nel 2001. Nel settembre del 2007, ha annunciato il suo desiderio di formare un partito politico per promuovere il suo obiettivo di liberalizzare il paese.
Nel 2009, il principe Talal ha dichiarato: "Re Abd Allah è il sovrano. Se lo vuole, potrà rimanerlo". Tuttavia, nel marzo 2009, invitò il re a chiarire la nomina del principe Nayef come Secondo Vice Primo Ministro. Egli ha pubblicamente messo in dubbio che questo renderebbe il principe Nayef il prossimo principe ereditario. Il principe Nayef è stato però nominato principe ereditario nel mese di ottobre 2011 a seguito della morte di suo fratello, il principe Sultan. Il principe Talal è stato membro del Consiglio di Fedeltà quando sono stati nominati i membri nel 2007. Si è dimesso dal Consiglio nel novembre 2011, apparentemente per protestare contro la nomina del defunto principe Nayef a principe ereditario. nel mese di aprile 2012, ha affermato che la "mano di giustizia" dovrebbe raggiungere tutti i corrotti in Arabia Saudita, e ha invitato l'Autorità Nazionale Anti corruzione a raggiungere tutti, indipendentemente dallo status sociale. Nella sua intervista del giugno 2012 al giornale Al-Quds Al-Arabi il principe Talal ha dichiarato che i principi del Consiglio di Fedeltà non sono stati consultati nella nomina del principe Salman e che il Consiglio è diventato inefficace. Egli ha anche affermato la necessità di stabilire una monarchia costituzionale in Arabia Saudita.

## Posizioni varie

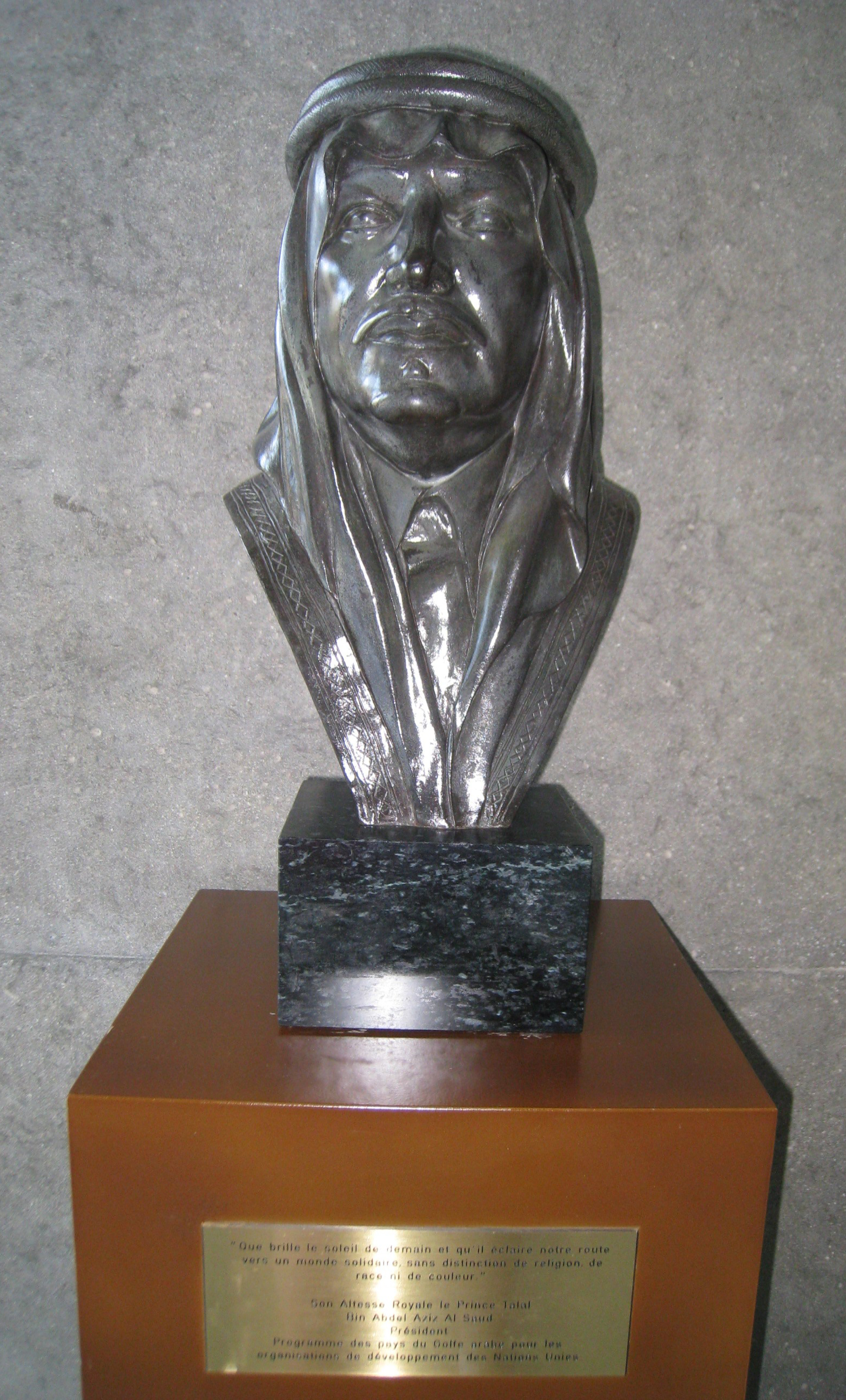
Busto del principe Talal nella sede dell'Organizzazione mondiale della sanità a Ginevra in Svizzera.

Il principe Talal è presidente del Programma delle Nazioni Unite per lo sviluppo del golfo Arabo (AGFUND), che promuove lo sviluppo socio-economico del Medio Oriente. Come parte dell'AGFUND, ha guidato il consiglio di amministrazione della Rete araba delle organizzazioni non governative con sede al Cairo e ha istituito la Arab Open University. Egli ha inoltre sostenuto la formazione delle donne attraverso l'AGFUND. Attraverso di esso, ha fornito un significativo sostegno monetario per all'UNICEF e che lo ha nominato inviato speciale nel 1980. È diventato inviato speciale dell'UNESCO per l'Acqua nel 2002 per favorire lo sviluppo dell'acqua potabile.
Egli è il presidente del Consiglio Arabo per l'Infanzia e lo Sviluppo. Ha anche contribuito a creare la Fondazione Mentor ed è membro onorario del suo consiglio di amministrazione. È cofondatore della Commissione indipendente per le questioni umanitarie internazionali. È anche un membro di spicco della Lega per lo sviluppo dell'Istituto Pasteur e presidente onorario della Società saudita della Famiglia e della Medicina di Comunità.

## Filantropia
Talal ha fornito agli studenti sauditi borse di studio per favorirne l'istruzione all'estero. Ha fondato la prima scuola della nazione per la formazione professionale nel 1954 e la prima scuola femminile con sede a Riyad nel 1957 a cui ha donato il suo luogo natale, il palazzo Al-Zahra Ta'if. Per una scuola nel 1957, il suo ospedale privato a Riyad, con sede nella città dal 1956, ha donato il 70% dei suoi profitti per l'assistenza sanitaria gratuita e il 10% per l'assistenza sanitaria dei bambini. Egli ha poi donato l'ospedale al governo ed è attualmente chiamato Ospedale Universitario Re Abd al-Aziz.

## Vita personale
Il principe Talal si è sposato quattro volte. Prima ha sposato Umm Faysal, che è la madre del principe Faysal. Più tardi divorziò da lei. La sua seconda moglie era Muna Al Sulh, figlia di Riyad al-Sulh, politico libanese. I loro figli sono Al Walid, Khaled e Reema. Il loro matrimonio è finito nel 1962, rimasero separati fino al loro divorzio nel 1968. Il principe Talal ha assunto un professore dell'Università di Houston e un istitutore per insegnare l'inglese, la psicologia e la civiltà occidentale alla figlia Reema, che aveva 18 anni, a Riyad nel 1976.
In seguito sposò Moudie bint Abdul Mohsen Alangary. Lei è madre di Turki e Sara. Hanno poi divorziato. Infine, si è sposato con Magdah Bint Turki Al Sudairi, figlia dell'ex presidente della Commissione dei Diritti Umani "Turki bin Khaled Al Sudairi".
Il principe Talal ha avuto un totale di quindici figli, nove maschi e sei femmine. I maschi sono Faysal (morto nel 1991), Al Walid, Khaled, Turki, Abd al-Aziz, Abdul Rahman, Mansour, Mohammed e Mashour. Le femmine sono Reema, Sara, Noura, Al Jawhara, Hebatallah e El Maha. Sua figlia Sara ha chiesto asilo politico nel Regno Unito, perché teme per la sua sicurezza in Arabia Saudita, il 7 luglio 2012.

## Morte e funerale
Il principe è morto a Riad il 22 dicembre 2018 dopo una lunga malattia. Suo figlio, il principe Abd al-Aziz, ha scritto su Twitter: "Il principe Talal bin Abd al-Aziz è scomparso sabato, che Dio lo perdoni e gli conceda il paradiso". Le preghiere funebri si sono tenute il giorno successivo nella moschea Imam Turki bin Abd Allah di Riad dopo la preghiera del pomeriggio alla presenza di re Salman. La salma è stata poi sepolta nel cimitero al-'Ud della capitale.

## Albero genealogico
|                                   |   |                            | Genitori                           |  |  | Nonni |  |  | Bisnonni        |  |  | Trisnonni                     |  |
|                                   |   |                            |                                    |  |  |       |  |  | Fayṣal Āl Saʿūd |  |  | Turkī bin ʿAbd Allāh Āl Saʿūd |  |
|                                   |   |                            |                                    |  |  |       |  |  | Fayṣal Āl Saʿūd |  |  | Turkī bin ʿAbd Allāh Āl Saʿūd |  |
|                                   |   | Hia bint Ḥamad Tamīmī      |                                    |  |  |       |  |  | Fayṣal Āl Saʿūd |  |  |                               |  |
| ʿAbd al-Raḥmān Āl Saʿūd           |   |                            |                                    |  |  |       |  |  | Fayṣal Āl Saʿūd |  |  |                               |  |
|                                   |   | Sāra bint Misharī Āl Saʿūd | Misharī b. ʿAbd al-Raḥmān b. Saʿūd |  |  |       |  |  |                 |  |  |                               |  |
|                                   |   | Sāra bint Misharī Āl Saʿūd | Misharī b. ʿAbd al-Raḥmān b. Saʿūd |  |  |       |  |  |                 |  |  |                               |  |
|                                   |   | Sāra bint Misharī Āl Saʿūd | …                                  |  |  |       |  |  |                 |  |  |                               |  |
| ʿAbd al-ʿAzīz dell'Arabia Saudita |   | Sāra bint Misharī Āl Saʿūd |                                    |  |  |       |  |  |                 |  |  |                               |  |
|                                   |   | Aḥmad al-Kabīr al-Sudayrī  | Muḥammad b. Turkī al-Sudayrī       |  |  |       |  |  |                 |  |  |                               |  |
|                                   |   | Aḥmad al-Kabīr al-Sudayrī  | Muḥammad b. Turkī al-Sudayrī       |  |  |       |  |  |                 |  |  |                               |  |
|                                   |   | Aḥmad al-Kabīr al-Sudayrī  | …                                  |  |  |       |  |  |                 |  |  |                               |  |
| Sāra bint Aḥmad al-Sudayrī        |   | Aḥmad al-Kabīr al-Sudayrī  |                                    |  |  |       |  |  |                 |  |  |                               |  |
|                                   |   | …                          | …                                  |  |  |       |  |  |                 |  |  |                               |  |
|                                   |   | …                          | …                                  |  |  |       |  |  |                 |  |  |                               |  |
|                                   |   | …                          | …                                  |  |  |       |  |  |                 |  |  |                               |  |
| Talal bin Abd al-Aziz Al Sa'ud    |   | …                          |                                    |  |  |       |  |  |                 |  |  |                               |  |
|                                   | … | …                          |                                    |  |  |       |  |  |                 |  |  |                               |  |
|                                   | … | …                          |                                    |  |  |       |  |  |                 |  |  |                               |  |
|                                   | … | …                          |                                    |  |  |       |  |  |                 |  |  |                               |  |
| …                                 | … |                            |                                    |  |  |       |  |  |                 |  |  |                               |  |
|                                   |   | …                          | …                                  |  |  |       |  |  |                 |  |  |                               |  |
|                                   |   | …                          | …                                  |  |  |       |  |  |                 |  |  |                               |  |
|                                   |   | …                          | …                                  |  |  |       |  |  |                 |  |  |                               |  |
| Munaiyir                          |   | …                          |                                    |  |  |       |  |  |                 |  |  |                               |  |
|                                   |   | …                          | …                                  |  |  |       |  |  |                 |  |  |                               |  |
|                                   |   | …                          | …                                  |  |  |       |  |  |                 |  |  |                               |  |
|                                   |   | …                          | …                                  |  |  |       |  |  |                 |  |  |                               |  |
| …                                 |   | …                          |                                    |  |  |       |  |  |                 |  |  |                               |  |
|                                   |   | …                          | …                                  |  |  |       |  |  |                 |  |  |                               |  |
|                                   |   | …                          | …                                  |  |  |       |  |  |                 |  |  |                               |  |
|                                   |   | …                          | …                                  |  |  |       |  |  |                 |  |  |                               |  |
|                                   |   | …                          |                                    |  |  |       |  |  |                 |  |  |                               |  |